# Luc Fougeirol
 (novembre 2016).
Si vous disposez d'ouvrages ou d'articles de référence ou si vous connaissez des sites web de qualité traitant du thème abordé ici, merci de compléter l'article en donnant les références utiles à sa vérifiabilité et en les liant à la section « Notes et références ».
Luc Fougeirol, né le 25 janvier 1956 est un spécialiste des crocodiles qui s'est illustré par les parcs animaliers qu'il a créé. Il est membre du crocodile specialist group de la commission de la sauvegarde des espèces à l'Union internationale pour la conservation de la nature (UICN).

## De la présentation des reptiles à leur protection

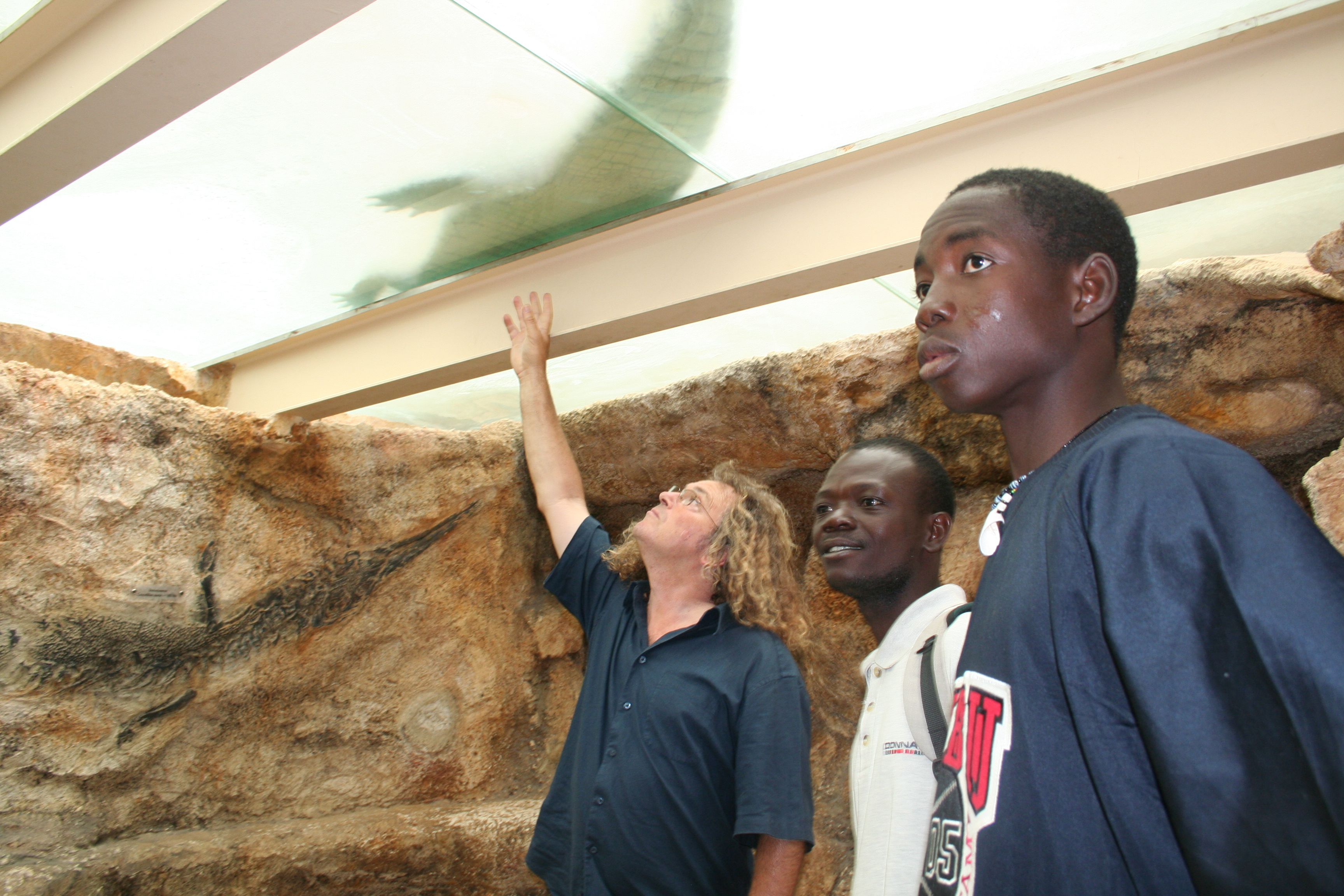

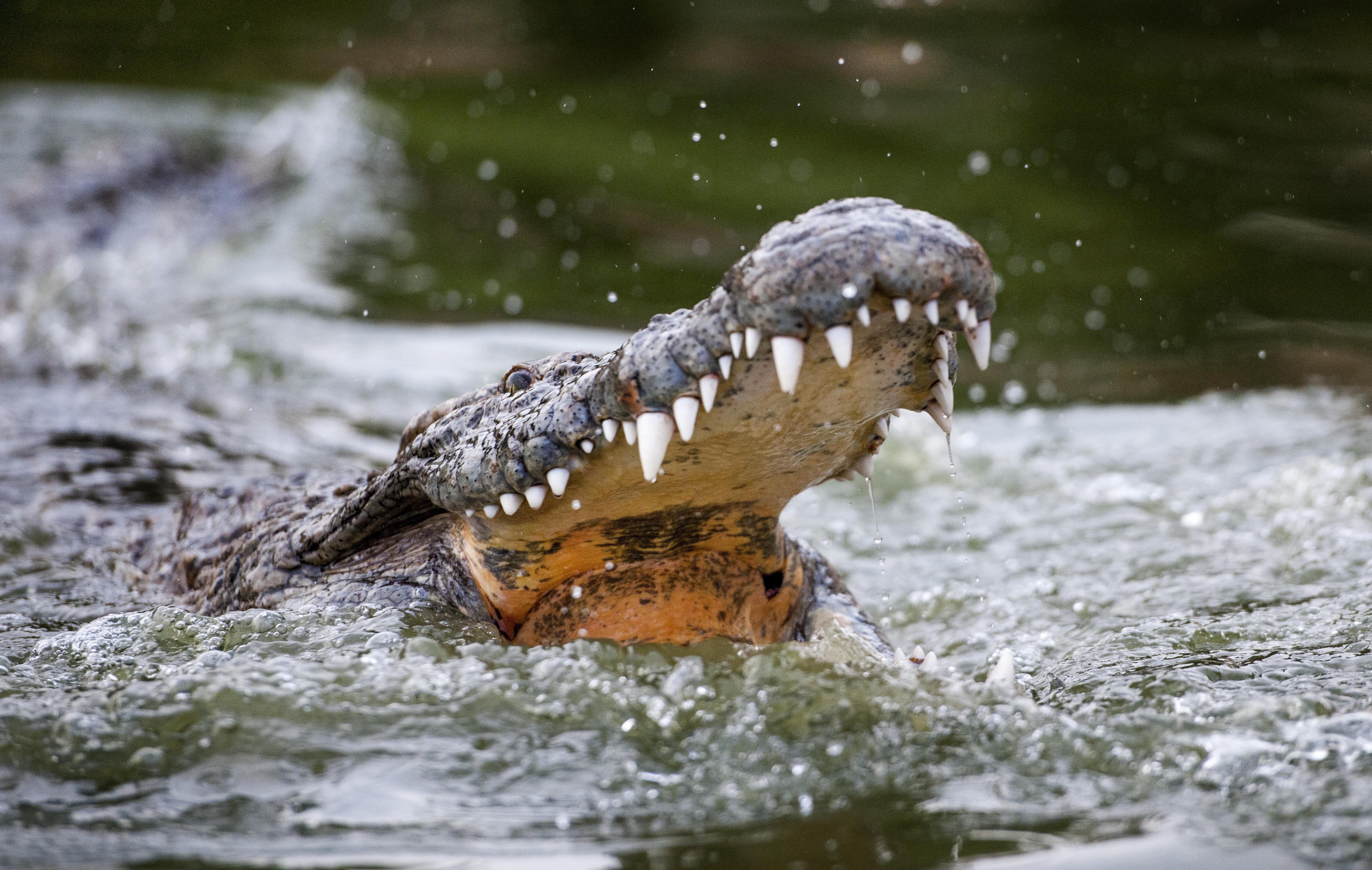

Né dans le Souss marocain, Luc Fougeirol y découvre très tôt les reptiles et notamment les serpents. A 14 ans, pensionnaire dans une école du sud de la France, il achète son premier crocodile que son professeur accueille en salle de sciences. Entré dans la vie active sans diplôme, il crée une serre dédiée aux plantes tropicales à Pierrelatte. Son but est de créer un espace touristique dédié aux crocodiles. Finalement, avec l'aide de son frère Eric et la caution scientifique de Vivian de Buffrénil (chercheur spécialiste des crocodiles au Muséum national d'histoire naturelle à Paris), il se fait connaître en ouvrant en juillet 1994, dans le sud de la Drôme, le premier espace touristique en Europe dédié aux crocodiles. La difficulté était de maintenir les lieux à une température tropicale, ce qui a été rendu possible par l'utilisation du système de refroidissement de l'eau construit autour d'Eurodif Usine Georges-Besse (site français d'enrichissement de l'uranium).
La Ferme aux crocodiles de Pierrelatte, parc zoologique privé, propose une immersion dans une ambiance tropicale, ses plantes, ses oiseaux... et ses crocodiles. Il devient vite l'un des principaux sites touristiques de Rhône-Alpes  (premier site drômois en fréquentation, il est dans le top dix des sites de loisir Rhône-Alpin, qui appartient désormais au groupe Montparnasse 56).
Ce succès international, a permis à Luc Fougeirol de mener des actions de sensibilisation et de préservation des reptiles. Pour ce faire il a créé l'association SOS Crocodiles dont les premières actions ont eu pour but la préservation du Gavial du Gange au Népal Une nursery pour le gavial, article paru dans la Tribune de Montélimar. Un engagement qui lui a valu la reconnaissance des spécialistes des crocodiles, et celle des scientifiques. Outre les nombreux travaux de recherche qui ont pris place au sein de La Ferme aux Crocodiles (Les bébés crocodiles crient "maman" avant de naître...), Luc a ainsi été chargé d'organiser le premier congrès mondial des Crocodiles en Europe puis au Niger sous l'égide de l'UICN.
Luc Fougeirol a également participé activement à la création de la première Ferme aux crocodiles du Maghreb : "Djerba explore" en Tunisie. Il a été consultant pour la ville de Civaux et son site baptisé "La Planète des crocodiles", avant d'en prendre la direction avec Fabrice Thete.
Il est enfin à l'origine du Crocoparc Agadir (Maroc), qui a ouvert ses portes au public en mai 2015. Un des projets de fermes reste à mener à bien : celui de Dubaï pour lequel il est consultant.

## La préservation des espèces et des milieux avant tout

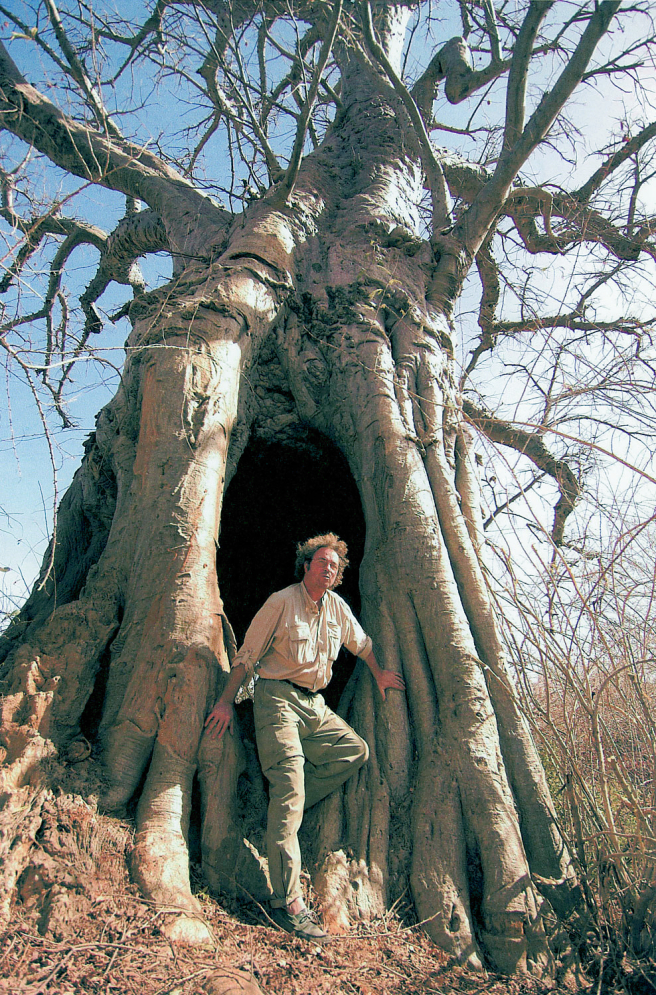

L'objectif premier de Luc Fougeirol est de préserver les espèces de crocodiliens. Il pense qu'elles sont victimes autant de la dégradation de leur habitat que de leur mauvaise réputation et de la peur qu'elles inspirent. Aussi, tous ses efforts ont été portés sur la pédagogie afin de sensibiliser à la nécessité de préserver les espèces. Bien avant de rentrer au Crododile Specialist Group, Luc Fougeirol a mis l'éducation et les sciences au centre des parcs animaliers au sein desquels il est intervenu. Il a aussi publié un livre, intitulé simplement Crocodiles aux éditions de La Martinière . Là, aidé par de superbes images, parfois choc, il présente les différentes espèces, leur habitat, leurs interactions avec l'homme... Chaque image, chaque page, chaque explication est un plaidoyer pour la préservation. En effet, pour Luc Fougeirol « on ne protège bien que ce que l'on connaît bien, que l'on aime bien ».
Passionné de crocodiles Luc Fougeirol s'investit dans la préservation des espèces menacées. Mais sa passion ne se limite pas à eux. Il est très investi dans la préservation d'autres espèces de reptiles, d'oiseaux... et des milieux naturels. Il n'a notamment jamais manqué une occasion de se rendre en Afrique, en Asie... à la découverte de nouveaux espaces, des différentes espèces animales, de la richesse de la végétation... ou à le recherche de ses protégés, vivants ou disparus.